# Эрншоу, Роберт
Ро́берт Э́рншоу (англ. Robert Earnshaw; 6 октября 1981, Муфулира, Коппербелт, Замбия) — валлийский футболист, нападающий. Единственный игрок, имеющий на своём счету хет-трики в Премьер-лиге, Чемпионшипе Футбольной лиги, Первой Футбольной лиге, Второй Футбольной лиге (или дивизионах с их прежними названиями), Кубке Футбольной лиги, Кубке Англии и в игре за свою страну на международном уровне.

## Детство
Эрншоу по прозвищу «Эрни» родился в предместье северного горнодобывающего центра Замбии — городе Муфулира 6 апреля 1981 года. Когда ему было пять лет, его семья переехала в Малави, где отец — Давид Эрншоу устроился на другую шахту, а его маленький сын пошёл в школу. В сентябре 1990 года после смерти отца, мать перевозит семью в Бедвас, небольшой валлийский город к северу от Кардиффа, где они первоначально жили с сестрой матери. С этого времени Эрншоу проживает здесь.
В Уэльсе он начал играть в футбол, гоняя мяч с друзьями на переменах и после уроков в школе Cardinal Newman’s. Данная школа пропагандировала регби, поэтому свой первый футбольный матч Эрншоу провёл только в 12 лет в составе местной команды «Лланбрадах». «Мы ничего не выигрывали, мы не были лучшими» — говорил Эрншоу. «Я отыграл там только год и затем перешёл в GE Wales, которая была более сильной командой и мы выиграли несколько местных титулов. Я забивал много голов: 80 — в один сезон, 60 — в другой, когда мне было 14, 15 и 16 лет».

## Клубная карьера
7 июня 2002 года Эрншоу подписал новый долгосрочный контракт с «Кардифф Сити». Точные детали сделки не были разглашены, но предположительно речь шла о пятилетнем контракте на сумму до 1,25 млн фунтов стерлингов с бонусом в виде 2 тыс. фунтов стерлингов за гол.
В опросе болельщиков «Кардифф Сити», проходившем в 2004 году и определявшим культового героя клуба, Эрншоу занял второе место, уступив Робину Фрайдею и опередив Джона Тошака.
30 августа 2004 года «Вест Бромвич Альбион» купил Эрншоу за 3 млн фунтов стерлингов, подписав с ним трёхлетний контракт. Сумма трансфера, ставшая клубным рекордом для «Вест Брома», могла вырасти до 3,62 млн в зависимости от контрактных стимулов. За «Вест Бром» он дебютировал 11 сентября 2004 года в матче против «Ливерпуля», выйдя на замену во втором тайме вместо Джеффа Хорсфилда. Свои первые голы за «Альбион» забил 6 ноября 2004 года, дважды поразив ворота «Саутгемптона». Свой первый и единственный хет-трик в Премьер-лиге оформил в матче против «Чарльтон Атлетик» 19 марта 2005 года.
31 января 2006 года Эрншоу перешёл в «Норвич Сити» за 3,5 млн фунтов стерлингов, подписав с клубом контракт на 3,5 года. За «канареек» дебютировал 5 февраля 2004 года в матче против «Ипсвич Таун». 14 февраля 2004 года в матче против «Брайтона» забил свои первые голы за «Норвич», сделав дубль.
29 июня 2007 года новичок Премьер-лиги, «Дерби Каунти», побил свой трансферный рекорд, выплатив за Эрншоу 3,5 млн фунтов стерлингов, сумму отступных, прописанных в его контракта. За «баранов» он дебютировал 11 августа 2007 года в матче против «Портсмута». Свой первый гол за «баранов» забил в матче Кубка Англии против «Престон Норт Энд» 26 января 2008 года.
30 мая 2008 года Эрншоу перешёл в «Ноттингем Форест» за 2,65 млн фунтов стерлингов, подписав с клубом трёхлетний контракт. За «Форест» дебютировал 10 августа 2008 года в матче против «Рединга». Свой первый гол за «Форест» забил в матче Кубка лиги против «Моркама» 13 августа 2008 года.
6 июля 2011 года, отклонив предложение о новом контракте «Ноттингем Форест», Эрншоу по свободному трансферу вернулся в «Кардифф Сити», заключив двухлетний контракт.
20 сентября 2012 года «Кардифф» отдал Эрншоу в аренду израильскому клубу «Маккаби Тель-Авив» до конца сезона. Однако, 4 января 2013 года он досрочно вернулся из аренды.
28 февраля 2013 года Эрншоу перешёл в клуб MLS «Торонто». В североамериканской лиге дебютировал 2 марта 2013 года в матче канадских клубов против «Ванкувер Уайткэпс». 9 марта в матче против «Спортинга Канзас-Сити» забил свои первые два гола за «Торонто», за что был назван игроком недели в MLS. По окончании сезона 2013, в котором он стал лучшим бомбардиром клуба с восемью голами, «Торонто» отклонил опцию продления контракта Эрншоу.
21 марта 2014 года Эрншоу вернулся играть в Англию, подписав контракт с «Блэкпулом» до конца сезона.
15 августа 2014 года Эрншоу вернулся в MLS, заключив контракт с «Чикаго Файр». Свой дебют за «Чикаго», в матче против своего бывшего клуба «Торонто» 24 августа 2014 года, отметил голом. По окончании сезона 2014 «Чикаго Файр» отклонил опцию продления контракта Эрншоу.
25 марта 2015 года Эрншоу подписал контракт с «Ванкувер Уайткэпс», пройдя просмотр в предсезоне. В своём дебютном матче за «Уайткэпс», 28 марта 2015 года против «Портленд Тимберс», вышел на замену на 87-й минуте вместо Эрика Уртадо и забил победный гол на 90-й минуте. По окончании сезона 2015 контракт Эрншоу с «Ванкувер Уайткэпс» истёк.

## Карьера в сборной
За сборную Уэльса Эрншоу дебютировал 14 мая 2002 года в матче со сборной Германии, забив единственный гол встречи. 18 февраля 2004 года в матче со сборной Шотландии оформил хет-трик. 25 марта 2015 года Эрншоу объявил о завершении выступлений за сборную Уэльса.

## Тренерская карьера
28 января 2016 года Эрншоу объявил о завершении карьеры игрока и остался в «Ванкувер Уайткэпс», взяв на себя обязанности главного тренера команды до 14 лет и тренера нападающих клуба.
30 января 2018 года Эрншоу перешёл в тренерский штаб аффилированного с «Ванкувер Уайткэпс» клуба USL «Фресно» в качестве ассистента главного тренера Адама Смита.
20 декабря 2021 года Эрншоу вошёл в тренерский штаб клуба Чемпионшипа ЮСЛ «Ориндж Каунти» в качестве ассистента главного тренера Ричарда Чаплоу.

## Достижения
«Маккаби Тель-Авив»
- Чемпион Израиля: 2012/13